# Glam-Rok
Glam-Rok es el primer álbum de estudio de larga duración lanzado por la banda de Rock cristiano Fireflight. Este álbum fue lanzado antes de que Fireflight se asociara con Flicker Records. 

Cabe señalar que en la portada de este álbum se destaca en un círculo rojo una definición como la de un diccionario que dice:
 "fire-flight\glam-rök\ η 1: Rockear tan fuerte como para tener el pelo permanentemente sin control 2: La presentación de la música rock and roll a los demás."

## Lista de canciones
| Standard Edition |                       |          |  |
| N.º              | Título                | Duración |  |
| 1.               | «Static Equilibrium»  | 3:29     |  |
| 2.               | «911»                 | 4:20     |  |
| 3.               | «Reflections»         | 4:26     |  |
| 4.               | «Look On»             | 3:24     |  |
| 5.               | «Touch the Sky»       | 5:29     |  |
| 6.               | «Reasons»             | 5:11     |  |
| 7.               | «Voluntary Blindfold» | 5:07     |  |
| 8.               | «Anthem of Youth»     | 4:24     |  |
| 9.               | «All For You»         | 4:40     |  |
| 10.              | «Fill Me»             | 5:15     |  |
| 11.              | «Grey»                | 7:09     |  |

## Integrantes
- Dawn Michele – Vocalista
- Justin Cox – Guitarra líder, Corista
- Wendy Drennen – Bajo
- Phee Shorb – Batería
- Glenn Drennen – Guitarra eléctrica